# 11791 Sofiyavarzar
11791 Sofiyavarzar eller 1978 SH7 är en asteroid i huvudbältet som upptäcktes den 26 september 1978 av den sovjetisk-ryska astronomen Ljudmila Zjuravljova vid Krims astrofysiska observatorium på Krim. Den är uppkallad efter astronomen Sofiya Mikhajlovna Varzar.